# Charles Carrington

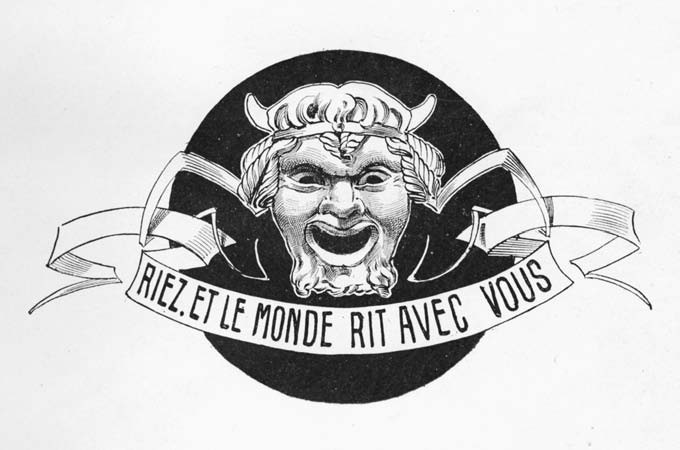
„Lache, und die Welt lacht mit Dir“ (Vignette aus Carringtons Flagellation in France, 1898)

Charles Carrington (geboren als Paul Henri Ferdinando am 11. November 1867 in Bethnal Green, London; gestorben am 15. Oktober 1921 in Ivry-sur-Seine, Île-de-France) war ein britischer Verleger von erotischer Literatur und Pornografie. Er veröffentlichte im Lauf von 30 Jahren von Paris und Belgien aus insgesamt etwa 300 Titel in englischer Sprache, häufig flagellantischen Inhalts.

## Leben

### Anfänge
Seine Eltern waren John Isaac Ferdinando (1822–1904), ein Handelsreisender portugiesisch-jüdischer Abstammung, und Sarah Elizabeth Cox, geb. Laxton (1834–1890). Er wuchs in einer großen Familie auf und war das sechste von acht Kindern, fünf Brüder und drei Schwestern. Seine Laufbahn als Buchhändler soll er mit einem Bücherkarren auf dem Farringdon Market begonnen haben. Bethnal Green, das Viertel, in dem er geboren wurde, galt seinerzeit als von Armut und Kriminalität geprägt. Das galt aber nicht für den Wohnort der Familie, St. Peter’s Street (heute Cephas Street), wo hauptsächliche Handwerker und kleine Gewerbetreibende lebten, Ferdinando wuchs also vermutlich in geordneten Verhältnissen auf.
Im November 1883 mit eben 16 Jahren ließ er sich taufen. Zu diesem Zeitpunkt war die Familie nach Mile End Old Town im East End gezogen, damals einem Viertel mit Einwanderern, Arbeitern und einem hohen jüdischen Bevölkerungsanteil. Am 17. September 1891 heiratete er in Paris Jeanne Héloïse Espargillière (1869–1902). Das Paar hatte drei Kinder: George Paul (1892–1963), Marie Josephine (* 1893) und Louis Frédérick (* 1896). Die Familie lebte zunächst in Prittlewell, einem Dorf in Essex.
Es ist nicht klar, was Ferdinando Anfang der 1890er Jahre genau tat und wo er lebte. Peter Mendes nimmt an, dass er schon zu dieser Zeit in den Handel mit pornografischer Literatur involviert war, eventuell im Auftrag anderer Buchhändler in diesem Bereich wie Edward Avery, William Lazenby und Leonard Smithers, die nach dem Post Office (Protection) Act von 1884 von Paris, Belgien und den Niederlanden aus operierten und ihre Bücher klandestin per Postversand vertrieben. Ferdinando könnte in dieser Zeit auch an der Publikation der unter dem Pseudonym „Walter“ erschienenen erotischen Autobiografie My Secret Life als Mittelsmann zwischen dem Autor und Auguste Brancart beteiligt gewesen sein. Für Ferdinando hätte sich durch solche Kontakte jedenfalls die Möglichkeit eröffnet, ein relativ breites Spektrum an literarischen, sprachlichen, wissenschaftlichen und buchhändlerischen Kenntnissen anzueignen.
Die Mittel, mit denen sich Ferdinando später als Buchhändler und Verleger in Paris etablieren konnte, stammten aber vermutlich aus einer anderen Quelle. Unter verschiedenen angenommenen Namen wie Charles Stanhope oder Charles Brandon und unter wechselnden Anschriften trat Ferdinando Anfang der 1890er als Börsenhändler auf und versandte breit gestreut Werbeschriften, in denen er formidable Gewinne versprach. Tatsächlich begnügte man sich damit, die Anlegergelder einzunehmen, ohne irgendwelche Transaktionen und Spekulationen auszuführen. Man bezeichnete solche betrügerischen Geschäfte als bucket shops, das waren Firmen, die statt das Geld der Anleger arbeiten zu lassen, es in einen Eimer (bucket) taten, aus dem man sich bediente, bis es an der Zeit war, Name und Anschrift wieder zu wechseln. An diesen Geschäften waren auch seine Brüder George Samuel und Frederick beteiligt. Als die Financial Times mehrfach die Machenschaften der Brüder Ferdinando thematisierte und George Samuel und Frederick in Dublin angeklagt und zu Gefängnis verurteilt wurden, musste Ferdinando befürchten, demnächst selbst ins Visier der Behörden zu geraten, zumal ein Großteil der eingenommenen Gelder offenbar durch seine Firma geflossen war.

### Paris

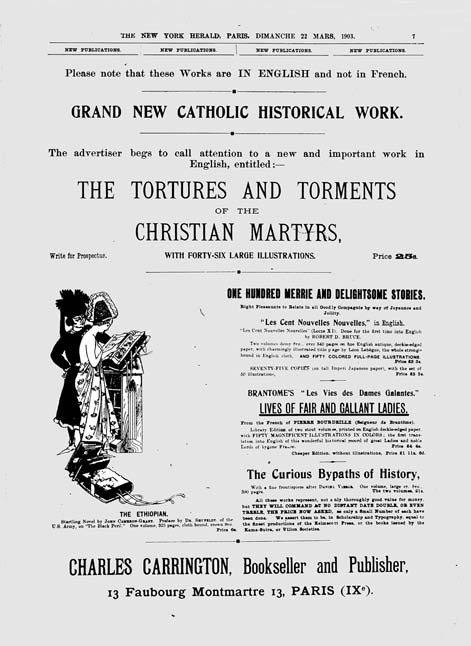
Anzeige von Carrington im New York Herald (1903)

Um 1895 ließ Ferdinando sich daher unter dem Namen Charles Carrington als Buchhändler und Verleger in Paris in der 32 rue Drouot nieder, ab 1896 dann in der 13 rue de Faubourg Montmartre. Hier begann er, erotische Literatur in englischsprachigen Ausgaben zu verlegen. Die offiziellen Stellen in Frankreich hatten wenig Interesse an der Unterdrückung offensichtlich für den Export nach Großbritannien und Amerika bestimmter Pornografie. Er publizierte Klassiker viktorianischer Pornografie wie Venus in India oder The Yellow Room, aber auch Originalausgaben wie The Memoirs of Dolly Morton oder Suburban Souls, die zu seinen erfolgreichsten Titeln zählten, daneben zahlreiche Übersetzungen aus dem Französischen, darunter diverse flagellantische Romane von Georges Grassal aka Hugues Rebell, die unter dem Pseudonym Jean de Villiot erschienen. Als Oscar Wilde nach seiner Verurteilung wegen Homosexualität 1895 in England verpönt und geächtet war, druckte Carrington dessen Roman Das Bildnis des Dorian Gray in Paris nach. Bevorzugtes Thema war Flagellation in allen möglichen Spielarten und Kontexten. Neben der „englischen Erziehung“ waren die orientalischen Harems und die amerikanischen Plantagen beliebte Schauplätze für die genussvoll ausgemalte Züchtigungsrituale. Neben England wurden dabei die USA zu einem wichtigen Exportziel, wobei sich St. George Best als Mittelsmann für Carrington als besonders nützlich erwies.
Neben Dutzenden flagellantischer Romane erschienen bei Carrington auch Übersetzungen von antiken Werken, zum Beispiel der Goldenen Esel des Apuleius, Übersetzungen aus dem Arabischen, mit denen er sich an den großen Erfolg der Übersetzung von Tausendundeine Nacht von Richard Francis Burton anlehnte, zum Beispiel The Book of Exposition (1896), die Übersetzung eines as-Suyūtī zugeschriebenen arabischen Werks des 15. Jahrhunderts. Nebenbei verwendete Carrington unberechtigterweise Burtons Imprint Kama Shastra Society of London and Benares, unter dem Burtons Übersetzungen von 1001 Nacht und Der parfümierte Garten erschienen waren, für ganz andere Titel, zum Beispiel eine Ausgabe von Clelands Fanny Hill.
Von Anfang an gehörten auch „wissenschaftliche“ Werke zu Carringtons Programm, also sich einen wissenschaftlichen Anschein gebende halb- oder pseudowissenschaftliche Werke, die den interessierten Leser über die einschlägigen Sitten und Gebräuche fremder Völker oder exotische bzw. bizarre Sexualpraktiken zu informieren vorgaben. Eines dieser Werke veranlasste schon 1897 die renommierte medizinische Zeitschrift The Lancet dazu, vor „Pornographie“ zu warnen, die sich „einen halbwissenschaftlichen Anschein“ gibt. Das betreffende Werk war Untrodden Fields of Anthropology (1896) eines Dr. Jacobus X., hinter dem Pseudonym steckte Louis Jacolliot, Autor zahlreicher fragwürdiger pseudowissenschaftlicher Schriften, der zum Beispiel behauptete, Menschen würde über eine sogenannte Vril-Kraft verfügen. Dieser auf den Roman The Coming Race von Edward Bulwer-Lytton zurückgehende Humbug wurde auch von der Theosophie-Gründerin Helena Petrovna Blavatsky rezipiert.

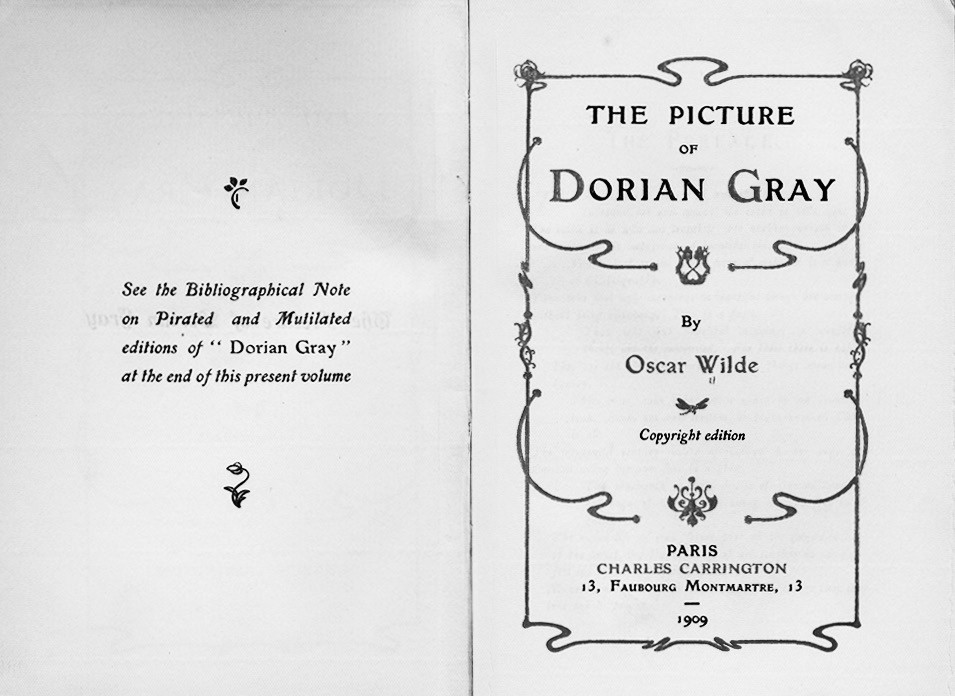
Titel von Carringtons Ausgabe von Oscar Wildes The Piture of Dorian Gray (1901)

Schließlich gehörten auch zeitgenössische französische Schriftsteller, vor allem aus den Kreisen der Bohèmiens und Décadents, zu den von Carrington in englischer Übersetzung publizierten Autoren, zum Beispiel Werke von Anatole France, Jules Barbey d’Aurevilly und Pierre Louÿs. Umgekehrt brachte er Werke von Oscar Wilde in französischer Übersetzung heraus. Und schließlich veröffentlichte er Werke des im Londoner Exil lebenden Hector France auf Französisch. Insgesamt machte er sich so um den literarischen Internationalismus und den kulturellen Austausch zwischen England und Frankreich verdient, auch wenn die entsprechenden Behörden seine Tätigkeit nicht als verdienstvoll betrachteten. Das französischsprachige Programm Carringtons bestand jedoch nicht nur aus Übersetzungen englischer Autoren, sondern auch französische und belgische Autoren wie Maurice Maeterlinck erschienen bei Carrington in ihrer Originalsprache, zuletzt Les Fleurs du Mal von Charles Baudelaire 1917.
Um sich einen Begriff von der verlegerischen Spannweite Carringtons zu machen, solle man sich „vorstellen, dass Hugh Hefner nicht nur den Playboy verlegt, sondern auch das American Journal of Anthropology und die Romane von John Updike“, schreibt Paul Douglas. Dieser beschreibt Carrington weiter als einen „scharfsinnigen und erfolgreichen Verleger, Vermarkter und Verkäufer von Büchern“ und als „Vorreiter der Verleger des 20. Jahrhunderts, die sich gegen die vorherrschende Zensur jeglicher Literatur mit sexuellem Inhalt auflehnten, die als anstößig für die Allgemeinheit angesehen wurde.“
Man würde sich also eine ganz falsche Vorstellung von Carringtons verlegerischer Tätigkeit machen, wenn man ihn für einen reinen Pornographen hielte, der billig produzierten Schmutz und Schund bei Nacht und Nebel nach England verschifft. Zunächst einmal waren die von Carrington produzierten Bücher in der Regel nicht billig, sondern genügten höchsten bibliophilen Ansprüchen, waren auf Van-Gelder-Bütten gedruckt und von namhaften Künstlern illustriert. Zahlreiche Bücher waren von Martin van Maële illustriert. Weitere Illustratoren waren Paul Avril, William Adolphe Lambrecht, Léon Lebègue, Louis Malteste, Émile Mas, Alfred Plauzeau, Léon Roze, Charles Thévenin und Édouard Zier. Die Preise waren entsprechend hoch und lagen bei 1 bis 2 Guinees für englische und 20 bis 30 Franc für französische Titel. Neben diesen bibliophilen Luxusausgaben produzierte Carrington geeignete Titel aber auch als preisgünstige Ausgaben im Duodezformat.

### Verfolgung und Exil in Belgien
Ab den 1880er Jahren war das Klima für Verleger erotischer Literatur in England zunehmend unfreundlich geworden. Eine moralische Panik, entstanden durch von der Presse aufgebauschte bzw. produzierte Fälle sogenannte „weißer Sklaverei“, wobei sich William T. Stead von der Pall Mall Gazette mit seiner Artikelserie The Maiden Tribute of Modern Babylon ganz besonders hervortat, führte 1885 zur Gründung der National Vigilance Association (NVA), die sich nicht nur gegen „weiße Sklaverei“ richtete, also die angeblich verbreitete sexuelle Sklaverei weißer Mädchen und der Handel mit solchen in Londoner Bordellen, sondern auch einen Zusammenhang mit der Verbreitung von Pornographie behauptete und daher die Bekämpfung von Pornographie mit auf ihre Fahnen schrieb.
Die britische Regierung hatte sich dadurch veranlasst gesehen, eine Reihe zunehmend verschärfter, sich gegen die Verbreitung von Pornographie richtender Gesetze zu verabschieden. Das begann schon mit dem Obscene Publications Act von 1857, der sich gegen den stationären Handel mit Pornographie richtete und insbesondere gegen dessen Londoner Zentrum. Das Ausweichen der Verleger auf den Postversand gab dann Anlass zu weiterer Gesetzgebung, nämlich den Customs Consolidation Act von 1876, den Post Office (Protection) Act von 1884 und den Indecent Advertisement Act von 1889, mit dem der Versand von Pornografie und die Werbung durch Anzeigen oder durch Katalogversand kriminalisiert wurde.
Diese Gesetzgebung und die dort angedrohten hohen Strafen fanden Anwendung in einer Reihe aufsehenerregender Fälle, darunter der von Henry Vizetelly, der 1889 für den Verkauf von Übersetzungen der Romane von Émile Zola zu drei Monaten Gefängnis „mit harter Arbeit“ verurteilt wurde.
Durch den Customs Consolidation Act war zwar auch der Versand aus dem Ausland kriminalisiert worden, jedoch war ein Verleger im Ausland, der mit der Post Broschüren und Bücher nach England verschickte, dem direkten Zugriff britischer Behörden entzogen. Man entschloss sich daher, statt durch öffentliche Prozesse mit denen allenfalls Helfer und Mitarbeiter der Verleger im Ausland hätten belangt werden können und auch nur unerwünschte Aufmerksamkeit für die betreffenden pornographischen Werke erzeugt worden wäre, im Geheimen den Postverkehr bestimmter Adressaten zu kontrollieren bzw. zu unterbinden. Man bediente sich dabei sogenannter post warrants, die vom Home Secretary ausgestellt das Post Office ermächtigten, die Post eines bestimmten Adressaten zu öffnen oder zurückzuhalten. Das ganze Verfahren wurde geheim gehalten und war insofern auch illegal. Eine weitere Gruppe von Maßnahmen waren Versuche, ausländische Regierungen auf diplomatischem Weg zu veranlassen, gegen in den betreffenden Ländern ansässige Verleger vorzugehen. Beide Maßnahmen waren nur bedingt erfolgreich.
Das galt insbesondere für Frankreich, wo die Gesetzgebung wesentlich liberaler war als in Großbritannien. Bis 1898 war es dort nicht verboten, Pornographie mit der Post zu verschicken und das betraf danach auch nur den offenen Versand, zum Beispiel also obszöne Postkarten, geschlossene Briefe oder Pakete dagegen nicht. Es gab zwar ein obszöne Werke regulierendes Gesetz vom 2. August 1882, das outrage aux bonnes moeurs („Verstoß gegen die guten Sitten“) unter Strafe stellte, dieses nahm allerdings Bücher ausdrücklich aus, da man in Frankreich Bücher als ein ganz besonderes Kulturgut betrachtete. Das war letztlich der Grund dass einige ganze Reihe von Verlegern anstößiger Werke sich in Paris niederließen, dort Bücher für den englischen Markt produzierten und die Produkte per Post nach England verschickten.

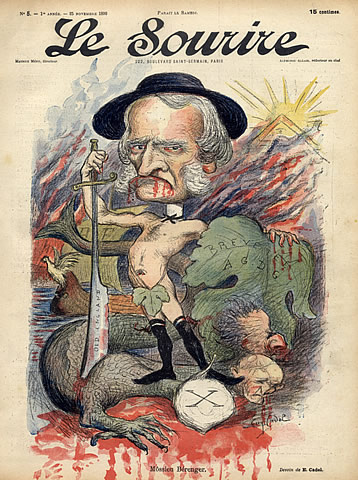
René Bérenger auf dem Titelblatt einer Satirezeitschrift (1899)

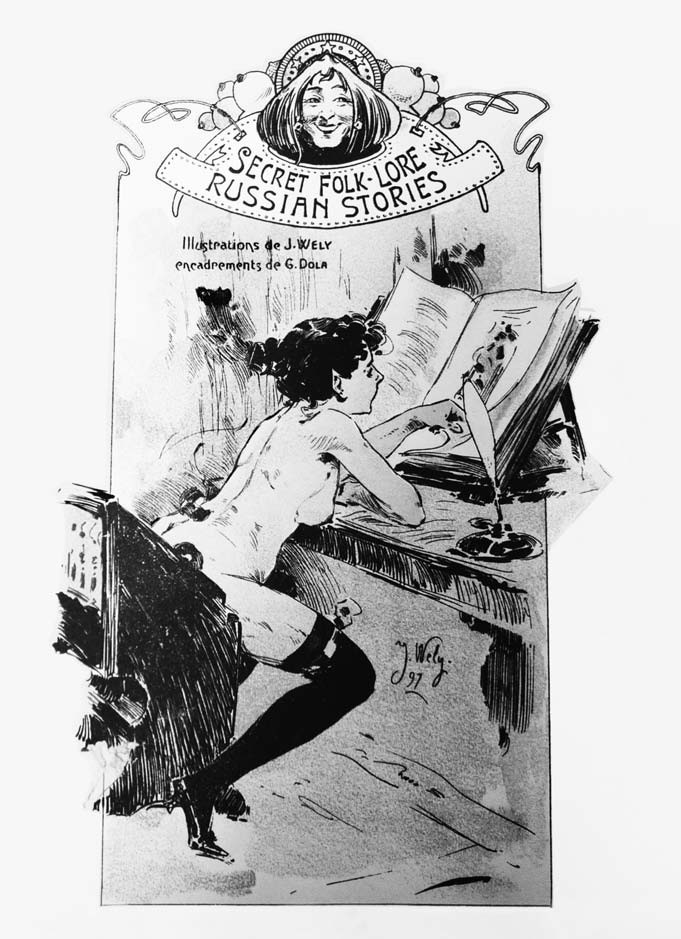
Illustration aus Stories from the Folk-lore of Russia (1897)

Carrington hatte also mit seinen bibliophilen Luxusausgaben und seinen Ausgaben zeitgenössischer französischer Schriftsteller durchaus Grund, sich in Paris sicher zu fühlen. Es war nun aber nicht so, dass es keine Gegner der Liberalität betreffend erotische Literatur in Frankreich gegeben hätte. Eine prominente Rolle spielte hier der Senator René Bérenger, der sich besonders um eine internationale Vernetzung beim Kampf gegen Pornographie bemühte, 1908 einem Congrès international contre la pornographie vorsaß und eng mit der britischen National Vigilance Association zusammenarbeitete. Nachdem die NVA Bérenger einen Katalog Carringtons zugesandt hatte, schrieb dieser an den Procureur de la République und forderte ein Verfahren gegen Carrington, das im Frühjahr 1899 eröffnet wurde. Darin klagte man ihn der Veröffentlichung obszöner Illustrationen und Fotografien an, unter anderem in Études sur la flagellation à travers le monde (1899) und Stories from the Folk-lore of Russia (1897, siehe Abbildung). Carrington verteidigte sich in einem Brief an den Ankläger, führte künstlerische, geschichtliche und wissenschaftliche Gründe dafür an, dass die Illustrationen zulässig seien und besorgte sich auch die Unterstützung von ihm publizierter französischer Autoren, wurde aber dennoch am 5. Juli 1899 wegen outrage aux bonnes moeurs zu einer recht milden Geldstrafe von 100 Francs verurteilt.
Carrington gab nicht klein bei. Unter dem Pseudonym „Judex“ veröffentlichte er 1902 eine Schrift mit dem Titel De quelques condamnations littéraires a propos d’un livre sur la flagellation. Sie behandelt auf 100 Seiten die Hintergründe des Verfahrens gegen ihn, insbesondere das Zusammenwirken von Senator René Bérenger und der National Vigilance Association.
Im Oktober 1901 kam es dann zu einem weiteren, ähnlich gelagerten Verfahren vor dem Tribunale correctionnel de la Seine, wegen einer Werbeschrift, die er für ein Werk mit dem Titel La Jeunesse rendue aux vieillards (1898) versandt hatte. Diesmal erhielt er eine deutlich höhere Strafe von 3000 Francs.
Das Drucken obszöner Bücher, vor allem solcher, die keine Abbildungen enthielten, war in Frankreich nicht illegal. Carrington war aber kein Franzose, sondern Ausländer in Paris, das damals einen hohen Anteil an Ausländern hatte, die dort im Allgemeinen unbehelligt und oft unangemeldet leben konnten. Carrington war jedoch mehrfach mit der Justiz in Konflikt geraten und hatte sich Feinde gemacht. Am 1. Mai 1907 wurde er ohne Angabe von Gründen ausgewiesen.
Carrington ließ sich darauf in Belgien nieder, zunächst in Ixelles, einem Vorort von Brüssel, in der 15 rue des Longs Chariots, danach ab Dezember 1909 in der 11 rue de la Tribune in Brüssel bis zu seiner Rückkehr nach Frankreich am 28. März 1912. Seine Geschäftsräume in Paris scheint er beibehalten zu haben und es ist möglich, dass seine Geschäfte von dort aus weiter betrieben wurden, da die Ausweisung ja nur seine Person betraf. Dennoch hat die Zahl der produzierten Titel sich in den folgenden Jahren merklich vermindert.

### Letzte Jahre
1912 kehrte Carrington nach Paris zurück und eröffnete erneut eine Buchhandlung in der 11 rue de Châteaudun, doch seine finanziellen Verhältnisse waren problematisch. Er konnte noch einige wenige Titel veröffentlichen, darunter vier Bücher, bei denen er als Verleger mit seinem wirklichen Namen Paul Ferdinando erschien.
Am 20. Februar 1902 war seine Frau mit 32 Jahren gestorben. 1915 heiratete er Albertina „Tina“ Van Halle, zu der er schon länger eine Beziehung hatte. 1916 wurde ein Sohn geboren, William Henri. Bald darauf verschlechterte sich Carringtons Gesundheit.
Was die letzten Jahre Carringtons betrifft, so kolportiert Alec Craig ein düsteres Bild, würdig dem Ende des Wüstlings in William Hogarths Rake’s Progress. Demzufolge habe er, infolge einer Syphilis-Infektion erblindet, von seiner Frau und seinen Kindern bestohlen, sein Leben in einem Irrenhaus beschlossen. Tatsächlich erblindete Carrington am Ende seines Lebens, ob das die Folge einer Syphilis war, ist ungewiss, da schon seine Mutter in jungen Jahren erblindete. Es war auch kein Irrenhaus im Stil des Londoner Bedlams, in dem Carrington gepflegt wurde und starb. Das Maison de santé d’Ivry in 23, Rue de la Mairie in Ivry-sur-Seine war eine luxuriöse Einrichtung mit Privatpavillons in einem Park, besonders eingerichtet zur Betreuung wohlhabender Ausländer, seit 1912 geleitet von Achille Delmas.
Nicolas Léonard Sadi Carnot, Puionier der Thermodynamik, der italienische Komponist Gaetano Donizetti, der Dichter Roger Gilbert-Lecomte und der Maler Maurice Utrillo, der im Jahr von Carringtons Tod dort die Kapelle ausmalte, waren dort seinerzeit Patienten. Man muss sich also eine Art Künstlerkolonie mit kognitiv oder sonst wie psychisch beeinträchtigten Gästen vorstellen.
Carrington starb dort am 15. Oktober 1921 mit nicht ganz 53 Jahren. Er wurde auf dem Friedhof von Bagneux, Hauts-de-Seine im Grab seiner 1902 verstorbenen ersten Frau beerdigt. Er starb auch nicht beraubt und verarmt, sondern hinterließ seinen Kindern aus erster Ehe 4000 Francs zu gleichen Teilen und seiner zweiten Frau und ihrem Sohn eine Versicherungspolice im Wert von 15.000 Francs.
Die Rechte und der Buchbestand von Carringtons Verlag gingen an dessen ehemalige Angestellte Frank A. Groves und Henri Michaux, die anfangs als Groves & Michaux und später als Librairie du Palais Royal firmierten, 9, rue Beaujolais. Ein Teil von Carringtons Lager, insbesondere seiner Ausgabe von Wildes The Picture of Dorian Gray landete später in Sylvia Beachs berühmter Buchhandlung Shakespeare and Company, wo das Werk Wildes in den ersten Jahren zu den bestverkauften Titeln zählte.

### Wirkung
Colette Colligan schreibt zusammenfassend über das Wirken Carringtons, dass die von ihm mit begründete und wesentlich getragene Produktion erotischer Literatur in Paris für den angelsächsischen Markt der Grund dafür war, dass Bücher wie Lady Chatterley’s Lover von D. H. Lawrence (1928), Tropic of Cancer von Henry Miller (1934) und Lolita von Vladimir Nabokov (1955) in den folgenden Jahrzehnten in Paris erschienen und nicht in der Heiat ihrer Autoren, wo sie bis in die 1960er Jahre indiziert waren. Er war einer der ersten, der die besonderen Bedingungen, die ihm Paris bot, für den Aufbau transnationaler Netzwerke und Vertriebswege zu nutzen verstand und war insofern ein Modell für die Exilverleger, die nach ihm kamen, wie zum Beispiel Sylvia Beach (Shakespeare and Company), Jack Kahane (Obelisk Press) und Maurice Girodias (Olympia Press).

## Schriften
- Forbidden Books. Notes and Gossip on Tabooed Literature, by an old Bibliophile. Paris 1902. Iin der Form sich an die Bibliografien von Henry Spence Ashbee anlehnend, tatsächlich eher ein Katalog für die von Carrington vertriebenen Bücher.[25]
- als Judex: De quelques condamnations littéraires a propos d’un livre sur la flagellation. Carrington, Paris 1902.
- The Tribulations of a Bookseller. In: The Sorceress. Carrington, Paris 1904.
- Introduction. In: Abū ʿAbdallāh Muḥammad an-Nafzāwī: The Perfumed Garden for the Soul’s Delectation. Translated from the Arabic of the Shaykh Nafzawi. The Kamashastra Society, London & Benares 1907 (tatsächlich Carrington, Paris 1907; langes Vorwort von 111 Seiten, in dem Carrington sich auch ausführlich über die Umstände der Publikation auslässt.[26]).
- Bibliotheca Carringtoniensis. Sammlung von Katalogen Carringtons, zusammengestellt von dem New Yorker Buchhändler Evan—Esau Levine. Exemplar in der Bibliothek des Kinsey-Instituts.

## Imprints und Reihen
- Cosmopolitan Society of Bibliophiles
- La Flagellation à travers le monde
- Librairie des Bibliophiles Français et Étrangers
- Librairie des Bibliophiles Parisiens
- Society of British Bibliophiles

## Bibliografie (Auswahl)
Anonym
- The Adventures of Lady Harpur. ca. 1906 (Nachdruck von Queenie, 1885).
- Les Cavernes des Supplices. 1911.
- Étude sur la flagellation […] avec un exposé documentaire de la flagellation dans les écoles anglaises et des prisons militaries. La Flagellation à travers le monde, 1899.
- Flagellation in France. 1898.
- Le Fouet à Londres. La Flagellation à travers le monde. Charles Carrington, Paris 1904.
- Gitanes Flagellants. 1909
- The Loves of a Musical Student. being the History of the Adventures and Amorous Intrigues of a Young Rake. 1897.
- Maidenhead Stories. Told by a Set of Joyous Students. 1894.
- May’s account of her introduction to the art of love. !904 (Nachdruck von My Grandmother’s Tale or May’s Account of Her Introduction to the Art of Love in The Pearl, Bd. 8, Mai 1880).
- The Memoirs of Dolly Morton. Charles Carrington, London und Paris 1899 (Hugues Rebell zugeschrieben; französische Ausgabe: En Virginie. Épisode de la Guerre de Sécession. 1901.).
- Memoirs of Private Flagellation. Librairie des Bibliophiles Français et Étrangers, Paris 1899.
- The modern Eveline, or, the adventures of a young lady of quality who was never found out. 3 Bände. 1904.
- Les Mysteres du Harem. 1910.
- The Old Man Young Again or Age-Rejuvenescence in the Power of Concupiscence 1898 (angeblich die Übersetzung eines Textes von Ibn-i Kemal aus dem Arabischen).
- Raped on the Railway. A True Story of a Lady who was first ravished and then flagellated on the Scotch Express. Cosmopolitan Bibliophile Society, 1894.
- Sadopaideia. Being the Experiences of Cecil Prendergast Undergraduate of the University of Oxford Shewing How he was Led Through the Pleasant Paths of Masochism to the Supreme joys of Sadism 1907 (Algernon Charles Swinburne zugeschrieben).
- Suburban Souls. The Erotic Psychology of a Man and a Maid. 1901.
- Sue Suckitt; Maid and Wife. 1893.
- Sweet Seventeen. The True Story of a Daughter's Awful Whipping and its Delightful if Direful Consequence. 1910.
- A Town-Bull; or, The Elysian Fields. 1893.

Pseudonym
- St. John D’Arcy : The Memoirs of Madge Budford; or, A Modern Fanny Hill. 1892.
- M. le comte Du Bouleau: The Yellow Room. ca. 1907.
- Lord Drialys: The Beautiful Flagellants of New York. The Society of British Bibliophiles, Paris 1907.
- W. Reinhard: Nell in Bridewell. Society of British Bibliophiles, Paris 1900 (Übersetzung des flagellantischen Briefromans Lenchen im Zuchthause, auch französisch als La Flagellation des femmes en Allemagne, 1901).
- Colonel Spanker: Experimental Lecture. Cosmopolitan Society of Bibliophiles. 1878.
- St. George H. Stock: The Magnetism of the Rod or the Revelations of Miss Darcy. 1902 (ursprünglich erschienen unter dem Titel The Romance of Chastisement, 1866)
- Jean de Villiot (Gemeinschaftspseudonym, verwendet von Georges Grassal aka Hugues Rebell, Hector France und Carrington):
  - Clic! Clac! Précédé d'un conte „Home-Discipline“. Librairie des Bibliophiles Parisiens. 1907.
  - La Flagellation amoureuse. 1904.
  - Le Fouet à Londres. 1904.
  - Le Fouet au Harem. 1906.
  - Whipped Women. 1903 (Kurzgeschichtensammlung, Hugues Rebell oder Carrington zugeschrieben; auch französisch: Femmes Chatiees, 1903).
  - Woman and Her Master. 1904 (französisch: La Femme et son maître, 1902).
- Jacobus X (Pseudonym von Lois Jacolliot):
  - De l'amour. Étude physiologique de l'amour normal et des abus, perversions, folies et crimes dans l'espèce humaine : ethnologie du sens génital. 1901.
  - Crossways of Sex. British Bibliophiles' Society. 1904.
  - Lois génitales. Étude des phénomènes présidant aux fonctions de l'amour normal et de la procréation humaine. 1906.
  - Untrodden fields of anthropology. Observations on the esoteric manners and customs of semi-civilised peoples, being a record of thirty years experience in Asia, Africa and America, by a french army-surgeon. Librairie des Bibliophiles, Paris 1896 (Übersetzung von L’Amour aux Colonies, 1893, Digitalisat).

bekannte Autoren
- The Book of Exposition. 1896 (Übersetzung aus dem Arabischen von Kitab al-Izah Fi'ilm al-Nikah b-it-Tamam w-al-Kamal, das as-Suyūtī, einem Gelehrten des 15. Jahrhunderts, zugeschrieben wird).
- Robert Bruce Douglas: Sophie Arnould, Actress and Wit. 1898.
- Titus Petronius: The Satyricon of Petronius, a new translation. 1902 (die Übersetzung wurde von Carrington zunächst Oscar Wilde, später dann Alfred Richard Allinson[27]).
- Oscar Wilde: The Picture of Dorian Gray. 1901.